# The Singles: The First Ten Years
The Singles – The First Ten Years är ett samlingsalbum utgiven av den svenska popgruppen Abba 8 november 1982 . Samlingen sammanfattade kronologiskt gruppens tio år av utgivet material. 2001 gavs en liknande samling ut; The Definitive Collection.
Förutom deras mest framgångsrika låtar togs två helt nyskrivna låtar med på skivan; The Day Before You Came och Under Attack. Den förra hade släppts som singelskiva precis innan albumet och den senare gavs ut strax efteråt.

## Låtlista
Sida A
1. Ring Ring (från Ring Ring 1973) – 3.04
2. Waterloo (från Waterloo 1974) - 2.42
3. So Long (från Abba 1975) – 3.05
4. I Do, I Do, I Do, I Do, I Do (från Abba 1975) – 3.15
5. SOS (från Abba 1975) – 3.20
6. Mamma Mia (från Abba 1975) – 3.32
7. Fernando (från 1976) – 4.13

Sida B
1. Dancing Queen (från Arrival 1976) – 3.51
2. Money, Money, Money (från Arrival 1976) – 3.05
3. Knowing Me, Knowing You (från Arrival 1976) – 4.01
4. The Name of the Game (från The Album 1977) – 3.59
5. Take a Chance on Me (från The Album 1977) – 4.05
6. Summer Night City (från 1978) – 3.34

Sida C
1. Chiquitita (från Voulez-Vous 1979) – 5.24
2. Does Your Mother Know (från Voulez-Vous 1979) – 3.13
3. Voulez-Vous (från Voulez-Vous 1979) – 5.07
4. Gimme! Gimme! Gimme! (A Man After Midnight) (från 1979) – 4.50
5. I Have a Dream (från Voulez-Vous 1979) – 4.42

Sida D
1. The Winner Takes It All (från Super Trouper 1980) – 4.54
2. Super Trouper (från Super Trouper 1980) – 4.12
3. One of Us (från The Visitors 1981) – 3.56
4. The Day Before You Came (från 1982) – 5.50
5. Under Attack (från 1982) – 3.46

## Listplaceringar
| Lista (1982-1983) | Topplacering |
| ----------------- | ------------ |
| Belgien           | 1            |
| Frankrike         | 6            |
| Norge             | 33           |
| Nya Zeeland       | 5            |
| Schweiz           | 4            |
| Storbritannien    | 1            |
| Sverige           | 29           |
| Västtyskland      | 5            |